# Boeing 7J7

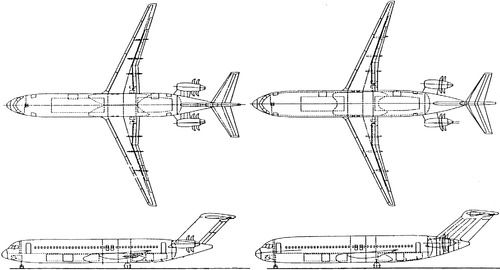
Concept du Boeing 7J7

Le Boeing 7J7 était un avion de ligne proposé par Boeing dans les années 1980. Court à moyen courrier, il devait remplacer le Boeing 727. Il devait entrer en service en 1992. Le projet fut abandonné en 1987, à la suite du contre-choc pétrolier du début des années 1980. Boeing préféra concentrer ses ressources de développement sur les Boeing 737 et Boeing 757.

## Annexe
- William Green, Gordon Swanborough et John Mowinski, Modern commercial aircraft, New York, Portland House Distributed by Crown Publishers, 1987, 208 p. (ISBN 0-517-63369-8 et 978-05-17-63369-4).